# Minyons de Muntanya
La Germanor dels Minyons de Muntanya, coneguda com els Minyons de Muntanya fou una associació escolta que funcionà des de l'any 1927 a l'any 1974. Considerada la primera associació escolta purament catalana, va ser fundada per Josep Maria Batista i Roca. Tingué un llarga trajectòria plena de vicissituds durant la dictadura de Primo de Rivera, la guerra civil i el franquisme. Inicialment els Minyons de Muntanya com eren coneguts duien uniforme verd, barret d'ala ampla, mocador al coll, bordó i ganivet al cinturó, de manera semblant a altres grups escoltes de l'època. L'any 1974 deixà d'existir com organització en constituir amb altres associacions escoltes l'associació Escoltes Catalans, d'orientació laica i membre de la Federació Catalana d'Escoltisme i Guiatge.

## Història

### Els inicis[2]
La fundació de la Germanor de Minyons de Muntanya té el seu punt de partida en la conferència que Josep Maria Batista i Roca va pronunciar el 8 de juliol de 1927 l'any 1927 al Centre Excursionista de Catalunya on parlà, amb el suport de filmines, sobre la vida dels sokols txecoslovacs, dels balilles italians i els scouts anglesos. Es declarà partidari dels Boy Scouts anglesos i del mètode escolta per a l'educació del caràcter de la joventut i es proposà portar-lo a pràctica. Abans de decidir-se s'hi documentà examinant gran quantitat de publicacions. Batista i Roca pels seus estudis universitaris (dret i filosofia) havia anat sovint a Anglaterra abans de la Primera guerra mundial i allà va conèixer i s'interessà pels escoltes anglesos que havia vist actuar. La conferència fou publicada íntegrament a la Revista de Catalunya de febrer i març de 1928 causà un gran impacte en mig del debat públic encetat els medis catalans sensibilitzats per l'educació de la joventut.
A través del Secretariat de Coordinació de Treballs Excursionistes del Centre Excursionista de Catalunya (CEC), Batista i Roca començà un periple per centres excursionistes de barris i pobles per tal d'orientar les activitats de les seccions juvenils respectives cap a les pràctiques escoltes. L'ambient hi era molt favorable perquè hi havia un cert neguit per un renaixement català cultural i cívic; per això s'havien creat aquestes seccions juvenils els anys difícils de la dictadura. Batista i Roca a partir d'aquests contactes vol implantar l'escoltisme treure, a l'excursionisme aquell sector que no el pràctica així com educar, mitjançant l'excursionisme, el caràcter, dels membres infants i adults. Veu unes tasques fonamentals en cinc etapes: 1a etapa: Propagació de la idea (conferències, articles, entrevistes de premsa publicacions especialitzades, etc.); 2a etapa: Creació d'un organisme adient: El Secretariat de Coordinació de Treballs Excursionistes 3a etapa: Estudi aprofundit dels valors caràcter positius i negatius del caràcter català i una proposta de caràcter escolta per enfortir els positius; 4a etapa: Organització de cursets pels adults (Guies excursionistes), sistema de colles, promocionar les acampades i campaments generals, planificació d'actuació, formació de dirigents, i quadres intermedis, i 5a etapa: Contactar amb les seccions infantils, tot promovent de noves i convèncer-les que adoptin el mètode escolta.

### La fundació
La proposta trobà ressò immediatament en molts grups de joves de centres excursionistes, entitats recreatives, instructives o religioses. A poc a poc, els grups i el nombre d'activitats diverses van anar creixent. Es prengué la decisió de crear tres organitzacions: la Germanor de Guies Excursionistes, la Germanor de Minyons de Muntanya, i la Germanor de Noies Escoltistes. Les dues primeres es van constituir el 9-10 de juny 1928 a la Salut del Papiol on es feu el primer campament general de Guies Excursionistes i Minyons de Muntanya, amb 98 acampats, com a constatació comuna que havia nascut un nou moviment de formació de nois, l'escoltisme genuïnament català.
La Germanor de Noies Escoltistes, tardà més a ser creada per les reticències de les famílies catalanes a deixar anar d'excursió noies soles. L'any 1931 van néixer l'Agrupament Guia Canigó, de Palestra, i el Joan Maragall, del grup Excursionista Joventut Catalana. L'octubre del mateix any es fundà l'A.G. Congesta al col·legi de les germanes carmelites de Gràcia (Barcelona) amb la germana Mª Teresa Moliné. Poc després la Germanor de Noies Escoltistes va canviar de nom i va adoptar el de Germanor de Noies Guies, paral·lela a la Germanor de Minyons de Muntanya.
L'organització masculina constava de tres branques: els Follets (de 8 a 12 anys), els Minyons de Muntanya (d'11 a 18 anys), i els Guies Excursionistes (més de 18 anys). Aplicaven el mètode escolta de Baden-Powell, però no podien utilitzar la terminologia escolta (llobatons, scouts, ròvers) ni els signes distintius oficials de l'escoltisme, exclusius d'Exploradores de España. Per diferenciar-se d'aquests, que anaven beige-caqui, els Minyons de Muntanya van adoptar la camisa verda, amb la creu de Sant Jordi. Un esdeveniment destacat, per al futur de l'escoltisme és la coneixença que Batista i Roca i mossèn Antoni Batlle faran en el transcurs de l'any 1928. Batlle, que havia participat en la fundació d'una secció de Minyons al Centre Moral i Instructiu de Gràcia, coincidirà en els plantejaments i en el mètodes pedagògics i d'organització que impulsava Batista i Roca el què el portarà a entrar en els futur òrgan directiu.
El gener de 1930 es constituí el Consell General de la Germanor de Minyons de Muntanya, amb Josep Maria Batista i Roca com a president i Antoni Batlle com membre de l'equip directiu, igual que Pere Gabarró i Garcia, Narcís Masó i Valentí, Amadeu Serch i Gelambí, Joan Munné i Camps, entre d'altres. Les tres associacions que havien nascut sota l'impulsa de Batista i Roca (la Germanor de Noies Guies, la Germanor de Minyons de Muntanya i la Germanor de Guies Excursionistes) constitueixen el 1933 la Institució Catalana d'Escoltisme, per tal de coordinar les seves activitats.

### L'expansió
L'expansió de l'escoltisme fou ràpida. El període republicà i implementació de l'Estatut del 32 l'afavorien. Del 1927 al 1932 són fundats grups escoltes: masculins a 44 entitats dels quals 17 eren fora de Barcelona i el femení 7 entitats 3 dels quals fora de la capital. En els cinc anys esmentats es feren un total 26 campaments de tipus general a més de les acampades que organitzaven habitualment els grups de les entitats, el que indica el nivell d'expansió. N'és un exemple l'expansió a les comarques de Girona impulsat pel pedagog Narcís Masó i Valentí. L'any 1934, Eduard Rosquelles i Puig estableix la primera secció a la província de Girona.[2], després l'expansió fou ràpida altre dels seus promotors hi van figurar els metges Josep Tuneu i Gassó i Pere Gabarró i Garcia. També encara que no era massiu el suport a l'escoltisme era palès entre els responsables de la pedagogia i la intel·lectualitat catalana: Manuel Ainaud i Sánchez des del Patronat Escolar de l'Aj. de Barcelona, l'Artur Martorell des de les Colònies escolars del mateix municipi, l'Alexandre Galí des de les Escoles d'Estiu de mestres patrocinades per la Generalitat, i l'esmentat Narcís Masó des de Girona, l'Associació Protectora de l'Ensenyança Catalana, el mateix govern de la Generalitat, l'arquebisbe de Tarragona, Vidal i Barraquer, la Lliga Espiritual de la Mare de Déu de Montserrat, el Monestir de Montserrat…

### La República i els fets d'octubre[5]
L'adveniment de la Segona República i de la Generalitat i implantació progressiva de l'Estatut d'Autonomia de 1932, creà un clima social que afavorí la simpatia per l'escoltisme tot i que les dues associacions amb un objectius similars i que sols es diferenciaven pels seus orígens, els Minyons de Muntanya i els Boy Scouts de Catalunya competien i paletitzaven el seu creixement. Els fets del sis d'octubre de 1934 significaran un parèntesi en l'activitat de Minyons de Muntanya. Narcís Masó i Valentí, un prestigiós pedagog gironí es farà càrrec de la presidència de M. M. substituint J.M. Batista i Roca que era fora del país en el moment dels fets. La intervenció del govern de la Generalitat i la repressió posterior no comportaren conseqüències a l'Associació fora dels agrupaments pertanyents a Palestra que n'havia donat suport explícit a la rebel·lió. No obstant Minyons de Muntanya no pogué celebrar aquell el Campament General de tardor de 1934 ni el de primavera del 1935. També els esmentats fets van dividir produïren divisions en l'organització, tot i que no arribar a plantejar-se cap trencament.

### La Guerra Civil i unificació[6]
El cop d'estat del 18 de juliol i l'inici de la Guerra Civil de 1936 i les seves conseqüències d'efervescència social i política a Catalunya foren un trasbals pel país i també per l'escoltisme especialment els sis primers mesos. Les dues associacions, malgrat que maldaren per ajudar des del primer moment (serveis auxiliar s de sanitat, hospitals...) reberen la incomprensió, la intolerància i les pressions de les forces politiques hegemòniques del moment (Boy Scouts de Catalunya: confiscació de locals, de material, detenció puntual de dirigents…) en especial els Minyons de Muntanya que tenia en el seu si agrupaments confessionals. Mn.Batlle va haver d'exiliar-se a Suïssa i d'altres capellans d'agrupaments detinguts i assassinats. Els agrupaments de Minyons amb locals parroquials foren dissolts, tot i que el govern de la Generalitat maldà per protegir-los. En aquest context els Minyons de Muntanya i els Boy Scouts de Catalunya es van unificar l'any 1936 per les circumstàncies imperatives i difícils en què es trobaven. El 20 d'octubre, tement una unificació de l'escoltisme català per decret, Alexandre Pinyol i Llop, pels Boy Scouts de Catalunya i Josep Maria Batista i Roca, per la Germanor de Minyons de Muntanya van signar un acord d'unificació. El 14 de febrer de 1937 es va celebrar l'Assemblea General constituent dels Institució Catalana d'Escoltisme (Minyons de Muntanya-Boy Scouts de Catalunya) per aprovar els estatuts, la normativa i els càrrecs. Van ser escollits Josep Maria Batista i Roca com a cap escolta nacional i Alexandre Pinyol i Llop com a comissari nacional.

### Dictadura franquista i represa[8]
El 1939, amb la victòria del franquisme, es van suprimir totes les organitzacions que no eren del règim. L'Estat franquista va crear el Frente de Juventudes com a catalitzador de tots els moviments i organismes del jovent. L'escoltisme català va ser desmantellat quasi totalment. El cap escolta nacional rau a l'exili i l'Alexandre Pinyol havia estat jutjat en un consell de guerra i empresonat. Mentrestant, els agrupaments restaven desorganitzats i persistien tensions entre els membres de les dues associacions originàries. Malgrat tot, a diferència de l'escoltisme espanyol, l'escoltisme català va tornar a les activitats pocs anys després, d'una manera clandestina.
Van començar a tornar els responsables que eren a l'exili (Mossèn Batlle). L'any 1943, i antics responsables escoltes van començar a parlar de reprendre globalment l'escoltisme i el guiatge sota el patró unificador que havien assolit els anys 36-37. El 1945 el Consell General de la Institució Catalana d'Escoltisme (Minyons de Muntanya-Boy Scouts de Catalunya) es va reunir un altre cop i es van prosseguir les activitats sense fer soroll amb cinc agrupaments històrics: AE Josep de Margarit, AE Ramon Llull, AE Mare de Déu de Montserrat, AE Rolland Philips, AE Ramon de Penyafort i dos més fundats per Josep M Rovira i Tenes: AE Castell de Milany i AE Verge de Rocaprevera. El 1946 i 1947 es van fer les primera trobada (Poble Espanyol) campament general (Palau de Plegamans) Davant la impossibilitat de reunir l'Assemblea General, l'any 1948 un consell delegat prengué les regnes de la institució, va editar reglaments i va nomenar comissari general Amadeu Serch.
La pressió de les autoritats franquistes, però, augmentava cada cop més. Un exemple foren els fets que es produïren al Montnegre quan l'aplec de la branca minyons del 23 de maig del 1953 en què participaven unes cinquanta patrulles i uns tres cents nois fou interromput a tres quarts de cinc del matí per uns noranta elements de la Guardia de Franco amb garrots que obligaren als nois a sortir de les tendes i escarniren Mossèn Batlle. La pressió de les autoritats fou tan forta que el Consell de l'ICE, davant de les dificultats per un normal funcionament es veié obligat a suspendre el 23 de desembre de 1953 les seves activitats. En aquest context, però l'escoltisme encara que sense òrgan de direcció seguí creixent. Entre 1954 i 1956 havien nascut més de 33 agrupaments nous.

### L'emparament eclesiàstic i crisi[12]
L'any 1956, pocs mesos després de la mort de mossèn Antoni Batlle i el doctor Gregorio Modrego, bisbe de Barcelona va reconèixer la Delegació Diocesana d'Escoltisme ‘''DDE''' poc després s'hi creà també la de la diòcesi de Vic, i posteriorment a la de Girona. Les DDE's era una cobertura legal eclesiàstica dels agrupaments confessionals de les parròquies i escoles religioses que permeté l'expansió de l'escoltisme confessional, però que trenca l'equilibri i posà en crisi del Consell de la Institució Catalana d'Escoltisme.
El 1958 els agrupaments Rolland Philips, Folch i Torres i Pere Rosselló van denunciar la inoperància del Consell i es van declarar continuadors dels Exploradores Barceloneses de 1911 i de l'esperit dels Boy Scouts de Catalunya, derogat per l'acte d'unificació de 1936. Durant dos anys 1958 i 1959 l'escoltisme català entra en crisi amb una sèrie enfrontaments interns i malentesos. Finalment a final de 1959 a Montserrat els diversos sectors van acceptar reformar els estatuts de la institució unificada durant la Guerra Civil i la creació d'una nova entitat, l'Associació Catalana d'Escoltisme (ACDE) de caràcter federatiu i que preservava la unitat de l'escoltisme tot permetent l'actuació autònoma de versions diferents per raons d'història i d'opció educativa. i una nova manera d'organitzar-se, en tres nuclis. L'associació esmentada era presidida pel doctor Pere Gabarró i Garcia i tenia la composició següent: Nucli a: Minyons de Muntanya–Boy Scouts de Catalunya (Branca oberta integrada per agrupaments oberts i confessionals); Nucli b: Boy Scouts de Catalunya. (Branca oberta integrada per agrupaments no confessionals), i Nucli c: Delegació Diocesana d'Escoltisme. (Branca que es definia com a moviment d'església a les demarcacions de Barcelona, Girona i Vic).

### La transició democràtica
Els anys 1970 foren anys convulsos pel país i per les diferents associacions de l'escoltisme català. Com no podia ser d'altra manera en uns moviments i associacions dirigits per joves en un moment de forta efervescència social i política. Els joves caps escoltes molts d'ells universitaris fortament imbuïts pels esdeveniments de la lluita antifranquista i la influència ideològica que arribava d'Europa maig del 68 francès, primavera de Praga, oposició contra la guerra de Vietnam, antimilitarisme, procés de secularització, feminisme, autogestió, coeducació…) pressionaren per adaptar l'escoltisme a les necessitats del moment. Seran els anys de la renovació dels mètodes pedagògics i les estructures organitzatives que afectaren les diverses associacions. També els anys d'un compromís ferm amb les instàncies unitàries, l'Assemblea de Catalunya que maldaven per la recuperació de las llibertats nacionals i democràtiques durant la Transició. Els moviments i associacions es comprometeren a fons en la creació i desenvolupament de la Taula de Joves de Catalunya i les diverses taules comarcals i municipals així com en les diverses campanyes com la Marxa de la Llibertat, la Majoria d'Edat als 18 anys… 

### La constitució d'Escoltes Catalans
En el camp purament escolta els anys 1970 són també els de la generalització de la coeducació i de la fusió d'entitats. Així d'una manera similar al procés d'unificació de l'escoltisme confessional, es van fusionar branques de l'escoltisme obert en una sola entitat. El 1974 la Germanor de Nois i Noies Guies,membre fundador del Guiatge Català i, a través d'aquest, del Comitè d'Enllaç del Guiatge a Espanya; els Boy Scouts de Catalunya i la Germanor de Minyons de Muntanya, fundadors de la Federació d'Escoltisme a Espanya a través de l'Associació Catalana d'Escoltisme ACDE, així com la Nova Escolta del País Valencià van acordar, per decisió de les assemblees respectives, integrar tots els seus membres en una sola institució escolta, Escoltes Catalans, que recollia i amalgamava el patrimoni històric, material i espiritual de les quatre entitats unificades i que, com a tal, era continuadora de la tradició escolta a Catalunya, iniciada el 1912 pels Exploradores Barceloneses.

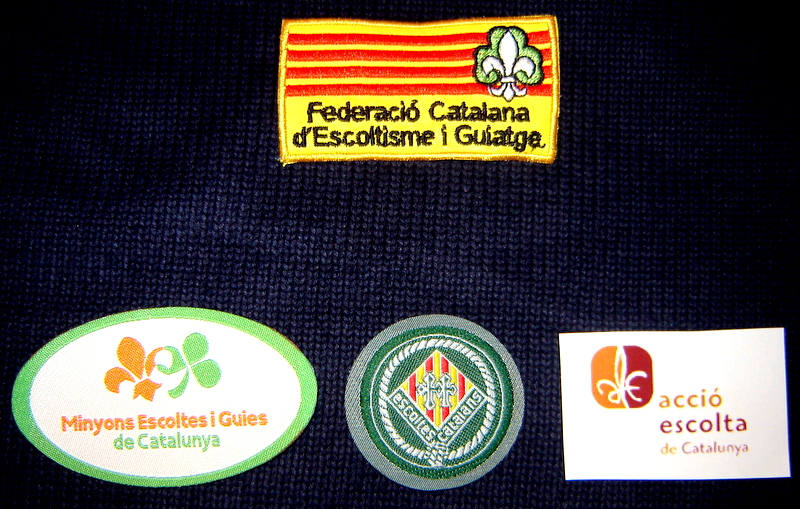
Reproducció fotogràfica d'insígnies d'uniforme d'Associacions escoltes integrades a Federació Catalana d'Escoltisme i Guiatge

L'any 1978 la nova entitat Escoltes Catalans juntament amb, l'entitat confessional Minyons Escoltes i Guies Sant Jordi de Catalunya i els Nois i Noies Escoltes constitueixen la Federació Catalana d'Escoltisme i Guiatge (FCEG), que amb el temps serà reconeguda oficialment com a representant de Catalunya a l'Organització Mundial del Moviment Escolta i a l'Associació Mundial de Noies Escoltes i Noies Guies.

### Article relacionat
Història de l'escoltisme català